# Wanda Osterwina
Wanda Osterwina (Osterwa) z domu Malinowska (ur. 1887 w Wilnie, zm. 22 stycznia 1929 w Warszawie) – polska aktorka, od 1919 aktorka teatru „Reduta”.

## Życiorys
Debiutowała w 1908 w przedstawieniu amatorskim w Nałęczowie. Do zawodu przygotowywała się pod kierunkiem Romana Żelazowskiego. W sezonie 1908/09 występowała w Teatrze Polskim w Łodzi. W 1909/10 w Teatrze im. Juliusza Słowackiego w Krakowie. W następnym w Teatrze Polskim w Wilnie.
14 marca 1912 poślubiła Juliusza Osterwę, z którym spędziła resztę życia; odtąd stale używała nazwiska Osterwina, grając m.in. w Teatrze Polskim w Kijowie (1916–18), a od 1919 do końca życia w teatrze „Reduta” i gościnnie w innych teatrach.

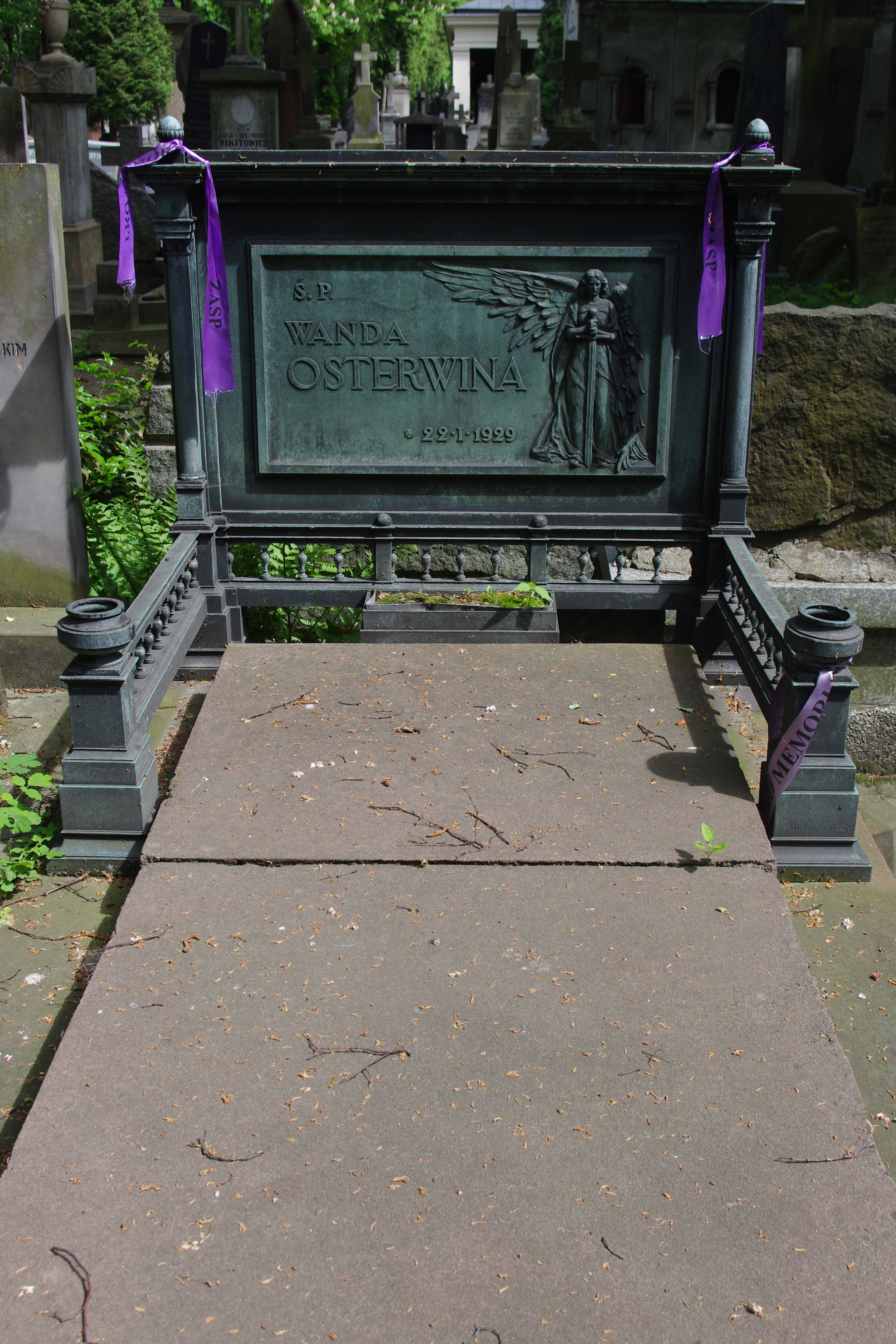
Grób Wandy Osterwiny

”Słabe zdrowie nigdy nie pozwalało jej na częste i regularne występy, a w ostatnim okresie powodowało długie przerwy w jej działalności”. Pochowana na cmentarzu Powązkowskim w Warszawie (kwatera 176-2-3).